# Motilleja
Motilleja est une commune d'Espagne de la province d'Albacete dans la communauté autonome de Castille-La Manche.

## Administration
| Période                                  | Période | Identité                       | Étiquette | Qualité |
| ---------------------------------------- | ------- | ------------------------------ | --------- | ------- |
| Les données manquantes sont à compléter. |         |                                |           |         |
| 2015                                     |         | Antonio Francisco Armero Gómez | PSOE      |         |

## Lieux et monuments
L'église Sainte Anne a été construite dans la seconde moitié du XVIIIe siècle.

## Culture
Fêtes de Sainte Anne en juillet.